# Apterygota
Apterygota este o subclasă de insecte fără aripi, lipsind și la strămoșii lor filogenetici. Dezvoltarea are loc prin metamorfoză incompletă sau fără, nimfele asemănându-se cu adulții. Spre deosebire de insectele cu aripi, fecundarea femelelor la apterigoți se efectuează prin intermediul spermatoforului.